# Gaston Strobino
Gaston Maurice « Gal » Strobino (né le 23 août 1891 à Büren an der Aare et décédé le 30 mars 1969 à Downers Grove) est un athlète américain spécialiste du marathon. Affilié au South Paterson AC, il mesurait 1,60 m pour 50 kg.

## Biographie
Originaire d'Italie mais né en Suisse à Büren an der Aare, il émigre aux États-Unis alors qu'il est un jeune garçon.

### Palmarès
| Date | Compétition           | Lieu      | Résultat | Performance       |
| ---- | --------------------- | --------- | -------- | ----------------- |
| 1912 | Jeux olympiques d'été | Stockholm | 3e       | 2 h 38 min 42 s 4 |

### Records
| Épreuve  | Performance       | Lieu | Date |
| -------- | ----------------- | ---- | ---- |
| Marathon | 2 h 38 min 42 s 4 |      | 1912 |